# Sphagnum riparium
Sphagnum riparium là một loài rêu trong họ Sphagnaceae. Loài này được Ångström mô tả khoa học đầu tiên năm 1864.

## Hình ảnh

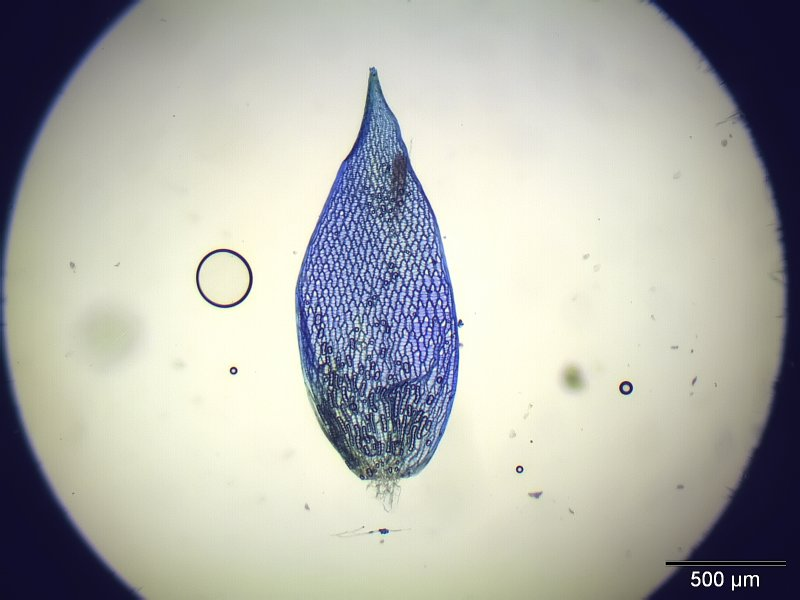
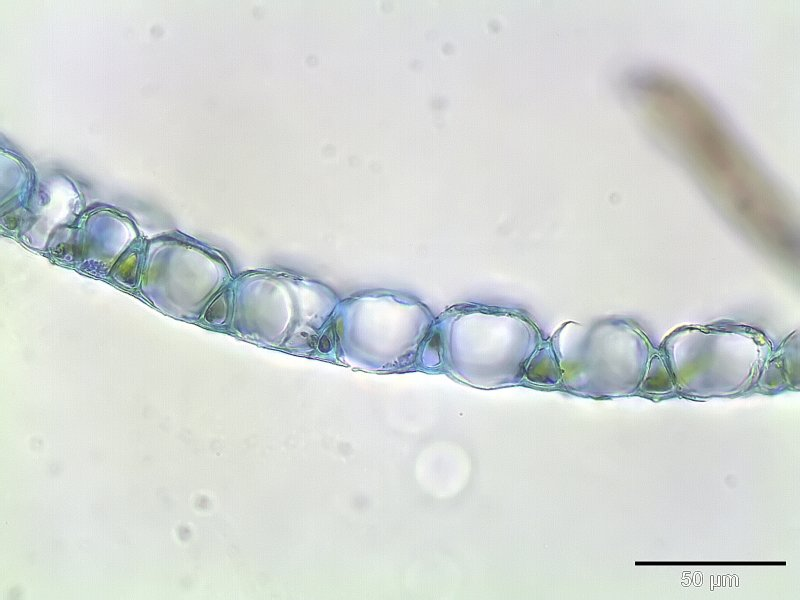
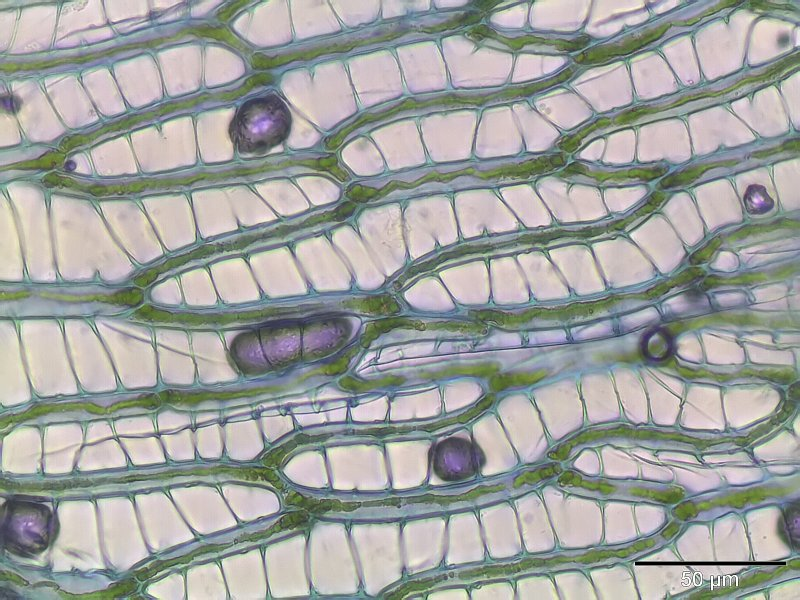
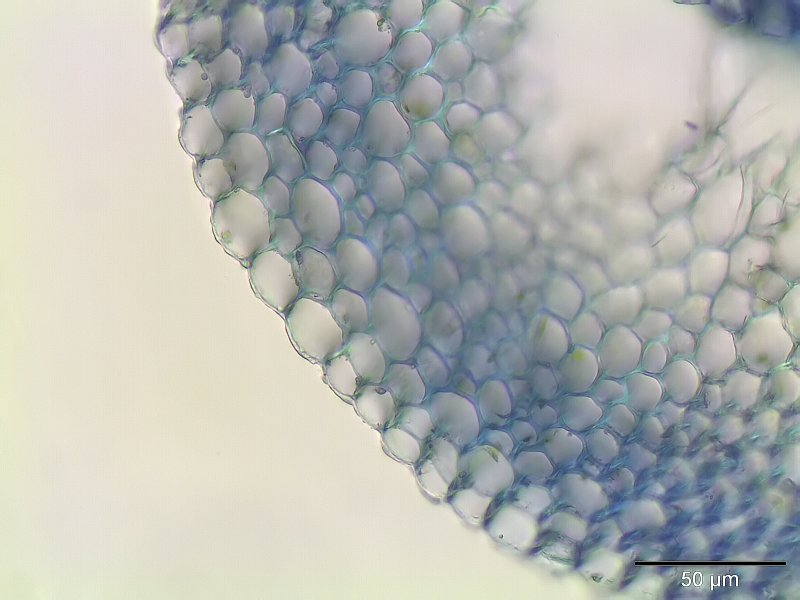